# Strumigenys horvathi
Strumigenys horvathi är en myrart som beskrevs av Carlo Emery 1897. Strumigenys horvathi ingår i släktet Strumigenys och familjen myror. Inga underarter finns listade i Catalogue of Life.

## Bildgalleri

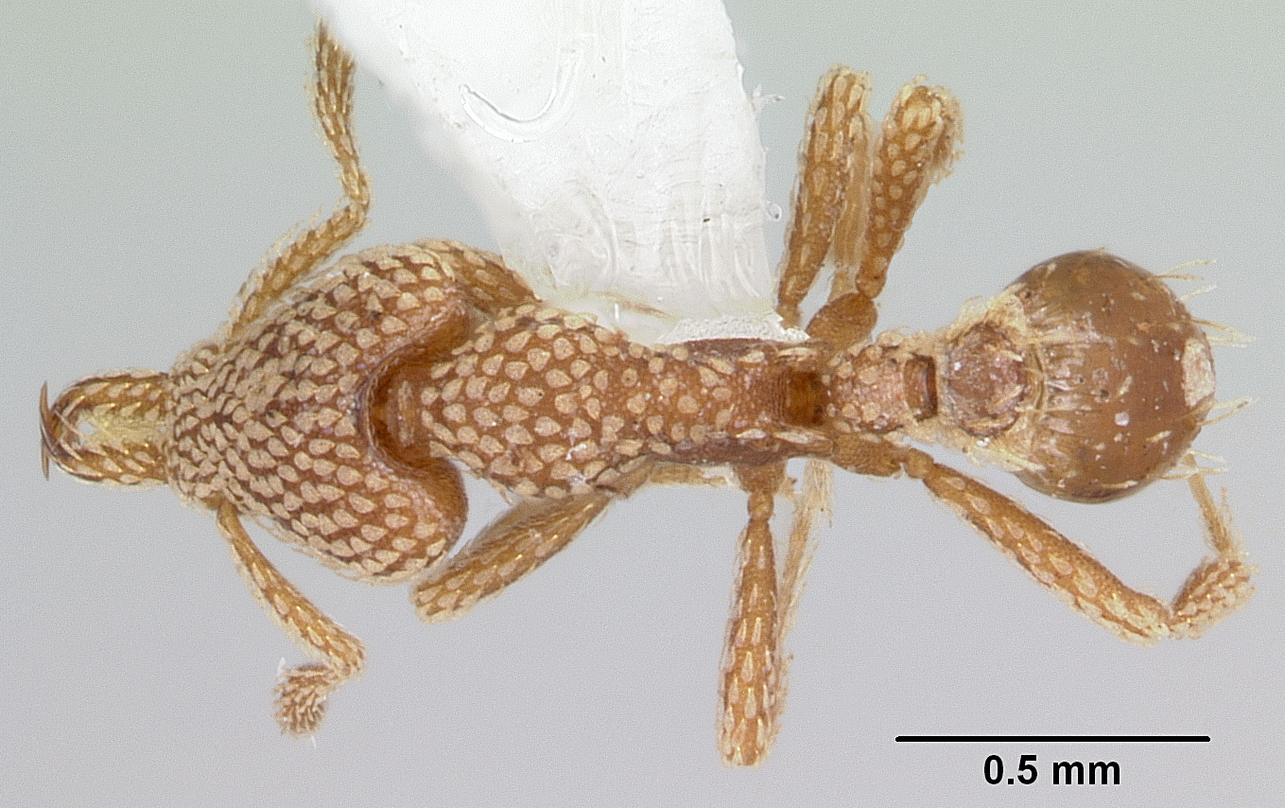
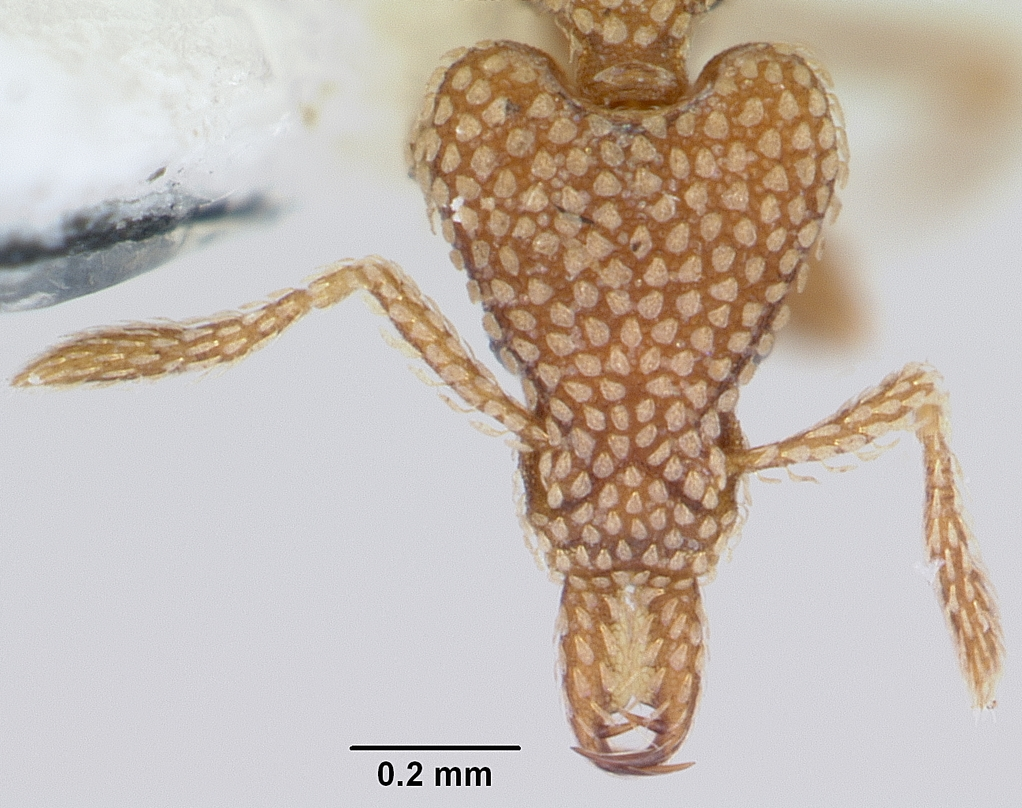
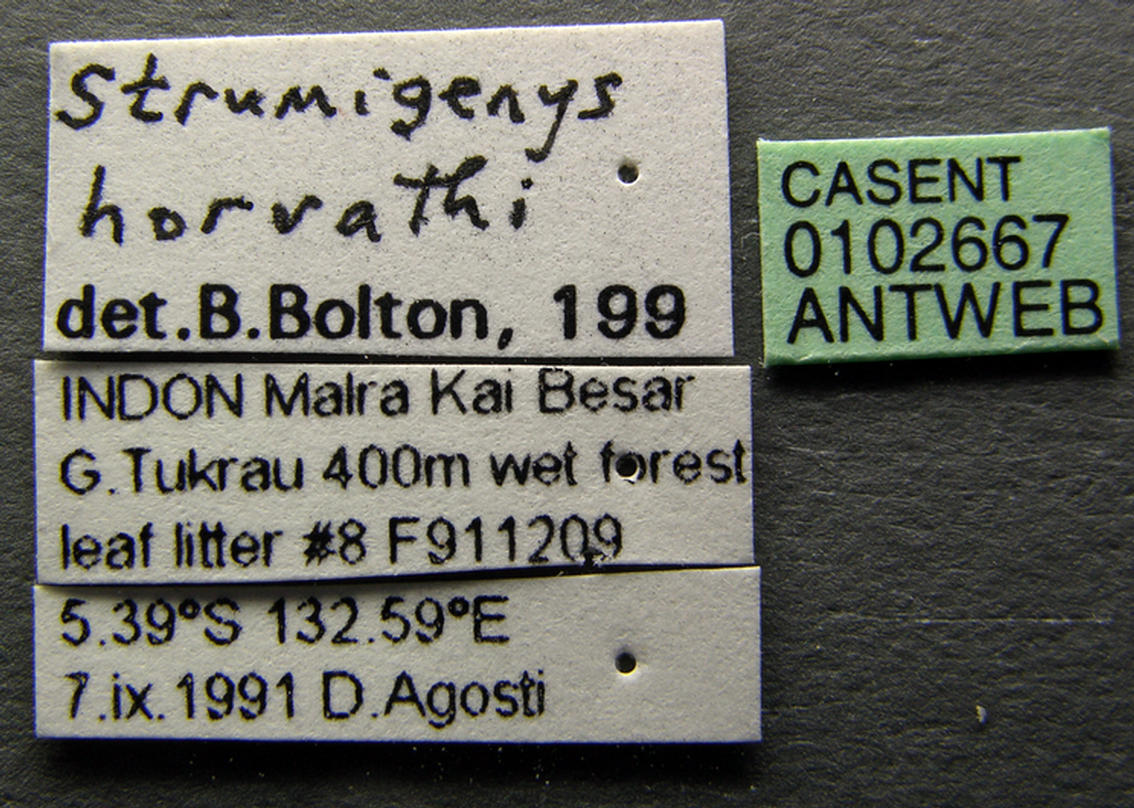
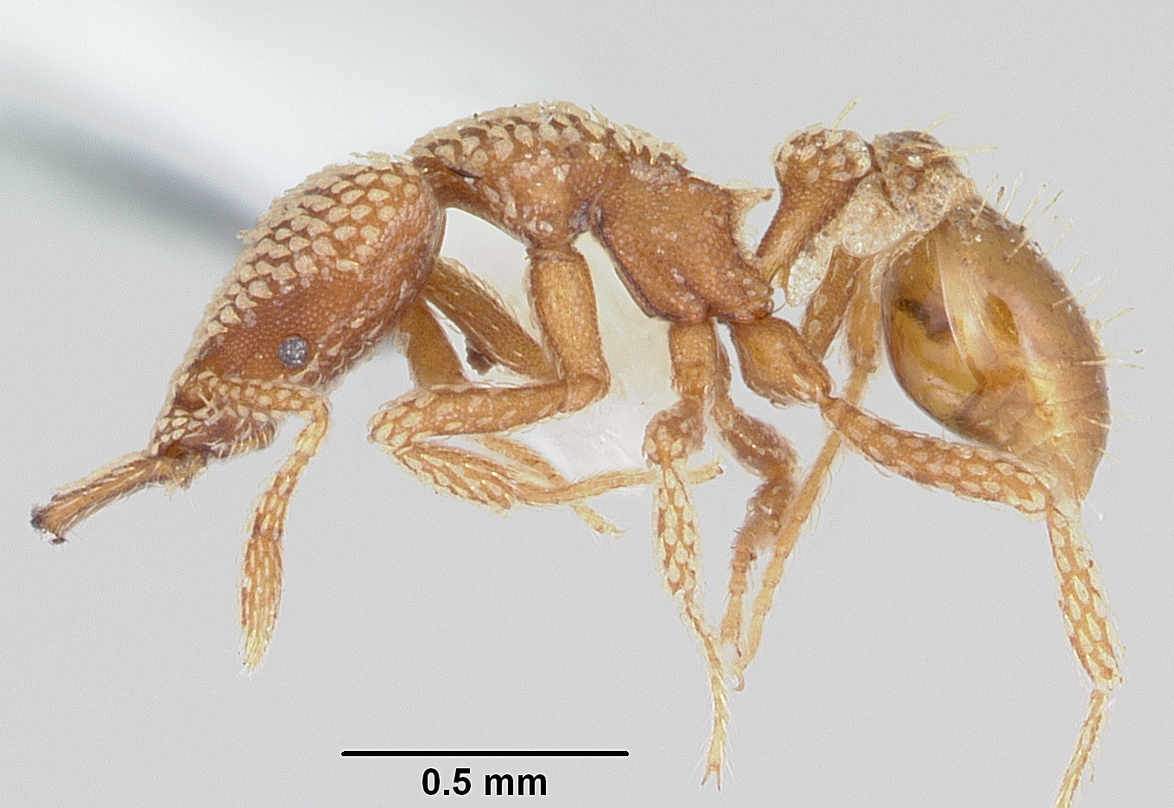